# Xylocopa aerata

Xylocopa aerata (лат.) — вид древесных пчёл-плотников из трибы Xylocopini семейства пчёлы настоящие (Apidae).

## Распространение
Австралия: Виктория, Новый Южный Уэльс, Южная Австралия.

## Описание
Крупные пчёлы-плотники зеленовато-бронзового цвета с металлическим отблеском (в отдельных местах с пурпурным и голубоватым блеском). Способны жалить, но случаи ужаления человека не зафиксированы.
Гнездятся в мёртвой или засыхающей древесине таких растений как Ксанторрея (Спаржецветные), Банксия (Протеецветные) и Чайное дерево (Миртовые), Казуарина (Букоцветные). Ходы прогрызают челюстями (длина ходов до 30 см и диаметр от 1,1 см до 1,4 см), опилки выбрасываются наружу. Каждая личинка сохраняется и выкармливается смесью нектара и цветочной пыльцы в индивидуальной ячейке. Несколько самок могут обитать совместно в одном гнезде, при этом одна самка размножается, а другие охраняют расплод. Пчёлы блокируют вход в гнездо (его диаметр от 0,7 мм до 1,0 см) своим собственным брюшком. Самки и самцы перезимовывают в гнездовых ходах.
Посещают цветы растений из семейства Бобовые (Gompholobium, например, Gompholobium latifolium весной и Pultenaea elliptica осенью), Тонкосемянник (Миртовые), Leucopogon (Вересковые).
Вид был впервые описан в 1851 году английским энтомологом Фредериком Смитом (1805—1879) и назван латинским словом aeratus (бронзовый) по признаку окраски (в Австралии известна как Golden-green carpenter bee).

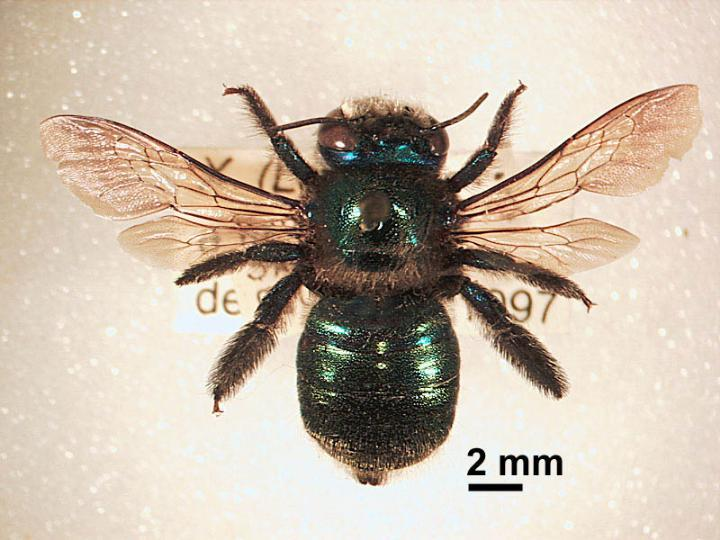
Самка
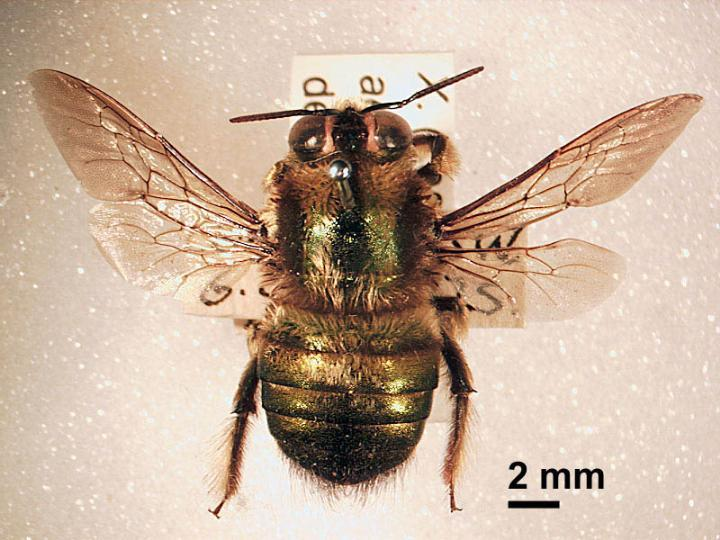
Самец